# Ultra Red
『Ultra Red』（ウルトラレッド）は、鈴木央による日本の格闘漫画。『週刊少年ジャンプ』（集英社）において、2002年45号から2003年29号まで連載された。

## 概要
格闘技をテーマとした漫画で、実在の格闘技から架空の格闘技まで様々な格闘技が出てくる。
モブキャラとして、作者の前作でもあるライジングインパクトのキャラクターの一部が登場している。中にはチョイ役ではあるがモブ以外で登場しているキャラもいる。

## 物語
主人公・皇　閃（すめらぎ　せん）が、様々な好敵手と闘い世界最強を目指す。

## 登場人物

### メインキャラクター
皇閃（すめらぎ せん）
本編の主人公。皇帝の息子であり、中学一年生（13歳）。身長153cm、体重50.1kg。関節破壊を追求した古流武術・破傀拳（はかいけん）の使い手。夢は世界最強になり、生き別れた父に会うこと。
普段は天真爛漫な少年。超人的な動体視力と運動能力を持つ。また、大我によって負わされた早くて半年、最悪一生完治しないと診断された複雑骨折をわずか十日間で治すという驚異的な回復能力を持っている。方向音痴。祖父から丹田法を学び、耐久力を始めとした基礎的な能力を上昇させる。父親が自分の命を狙ってくるのを「自分を一人の格闘家として認めてくれた証」として一切怨んでいない。三歳の時に母親をお腹の中に居た弟ごと亡くした事があり、兄弟という存在に憧れを抱いている。その為、自身の弟をゴミの様に扱う片桐貴人を見て激しい怒りを見せている。
秋葉大樹（あきば たいき）
閃の下宿先の道場の息子。小柄で気弱な性格な上、武術の腕も未熟である。だが、父親想いで優しい性格の持ち主である。
原田羽奈（はらだ うな）
大会の女子部に出場したボクサーと思われる格闘スタイルの女の子。通称「うな田」。予選前に「デビルファクトリー」という団体の「三瓶司」というキックボクサーに絡まれている所を閃に助けられる。予選落ちしてしまったが、閃の試合の観戦に訪れている。

### 竜炎（ドラゴンフレイム）
焔豪将騎が館長を務める総合格闘技道場。
焰豪大我（えんごう たいが）
焔豪将騎の息子であり、竜炎大将。身長192cm、体重107.9kg。
未来の空手界の星と呼ばれ、全国大会七年連続優勝の記録保持者。格闘界では「関東の龍」の異名を持つ。
初登場時に圧倒的な実力で閃を追い込むが、トランス状態になった彼に逆転されて敗北する。副将の渡辺と出会うまで、本気で殴れば相手を殺しかねない自身の能力を恐れており、組み手等で手加減をしていた。だが、渡辺との出会いでそれを克服する。
渡辺則夫（わたなべ のりお）
竜炎副将。身長199cm、体重147.5kg。得意武術は相撲。生まれも育ちも生粋の福島県民で、格闘界では「東北の鬼」の異名を持つ。
片桐秀人を倒したことがきっかけで怒り、閃と対立するが、戦いが終えて、改めて閃の格闘技に対する志を聞くことで意気投合する。中学三年生だが、閃におっちゃん扱いされている。
容姿は全く違うが、福島弁を喋り、手加減される事を何よりも嫌う豪胆でまっすぐな性格は前作の主人公ガウェインと共通している。
白羽三千也（しらは みちや）
竜炎正選手（レギュラー）。身長176cm、体重67.8kg。長髪で美形で睫毛が長い。閃から「ミッチェル」と呼ばれている。格闘スタイルは空手＋合気道。敵の攻撃を予測する能力が長けており、「見切りの達人」と呼ばれている。「バルディッシュ」や「エクスキュージョナーソード」といった武器を模した技名の蹴り技を使いこなす。渡辺の回想から彼よりも早く竜炎に入った様である。
後輩である片桐を馬鹿にしている為、彼と仲が悪い。大会で友に惨敗する。その姿は彼を嫌っている片桐が同情する程であった。
初期設定では、「片桐水晶（かたぎりみずき）」という名前で片桐秀人の兄弟だったらしい。
片桐秀人（かたぎり ひでと）
得意武術はボクシング（作中では練習にてだけだが柔道の使い手でもある）。青色のトゲトゲとした髪型をしている。
登場当初は冷酷な性格だったが、閃に打ち負かされたことによりしだいに心が替わっていく。
焔豪将騎（えんごう まさき）
竜炎の館長。大我の父親で、朱門の弟子でもあり帝や崇とは兄弟弟子。

### 大会参加者
皇友（すめらぎ ゆう）
閃の従兄弟（帝の弟・崇の息子）。身長154cm、体重45.2kg。閃と同じ顔立ちをしているが、睫毛が長く、髪を束ねているため女性と間違われやすい。
八年前、大好きだった閃と朱門に置いて行かれたことに傷つき、二人を見返すために強くなることを誓う。
父・崇が編み出した筋肉をねじり上げるという新たな破傀拳を使う。八年前は閃を兄の様に慕う甘えん坊だったが、「竜炎」の正選手である白羽に圧勝し、秀人と山田の二人を同時にあしらう程の実力者に成長した。
山田吾郎（やまだ ごろう）
二回戦で閃と戦った選手。身長148cm、体重42.5kg。人体急所への突きを放つ蛇蠍拳（だかつけん）の使い手。正体は天才拳法少女火月礼央（かづき れお）。
女でも男を倒し、世界最強になれるということを証明するために、男子の部に名前と格好を偽ってエントリーした。
閃と同じ礫中学校に通っている。成績優秀で、学校では優等生。また、弱い者いじめをしている連中を懲らしめるなど、正義感が強い。
片桐貴人（かたぎり たかと）
片桐秀人の兄。身長188cm、体重97.8kg。過去にヘビー級世界王者を狙えると言われながらも事故でボクサー生命を失った天才ボクサー「片桐貴秀」の息子。昔から強さは別格で、そのレベルはボクシング世界Jr.で優勝するほど。予選で負けた弟をクズ扱いするなど残酷きわまりない性格。強すぎた故に戦う相手がいない憤りから荒れて札付きの不良として有名だった時期があり、大我に喧嘩を仕掛けて病院送りになった事で再びボクシングに打ち込む様になったらしい。
唯一自分と渡り合えるのは大我だけと思っており、彼を倒して最強を確信しようと思っていたが、一回戦で閃に破れることとなる。
倉橋正人（くらはし まさと）
山田吾郎（火月礼央）と1回戦で戦った選手。少林寺拳法の使い手で、廊下で貴人と戦った際は互角に渡り合ったが、山田にあっさり倒された。
東堂院光（とうどういん ひかる）
大我の一回戦での相手。至高館という道場に所属する柔道選手で、「関西の虎」と呼ばれている。様々な全国大会を優勝し、13歳で世界大会にも出場した経歴を持っている。大我に「腕ひしぎ十字固め」を決めたが、その体勢のまま持ち上げられて床に叩き付けられて敗北する。
生駒紅梨（いこま こうり）
大我の準決勝での相手。身長189cm、体重118.8kg。渡辺との試合後の大我にコーヒーを投げ、受け取った大我の様子を見て彼の状態に気付いた。スタイル・フリーと表記され、どんな格闘技を使うのか作中で不明。

### 皇一族
皇朱門（すめらぎ しゅもん）
閃と友の祖父。閃を彼の命を狙う帝から守るため、閃を連れて家を出る。破傀拳は過激な動作ほど体への負担は大きく、特に大技は寿命を縮める原因になるにもかかわらず帝がそれを教え続けたためである。閃がそれを知っている上で破傀拳を学んでいるということ知ってからは修行に付き合った。孫が生まれて性格が穏和になるまで子を子とも思わない冷酷な性格の持ち主だった。崇曰く「稲妻の腕」と呼ばれていたらしく、老いた今も高い身体能力を有している。
皇崇（すめらぎ たかし）
友の父で、帝の弟。昔朱門に後継者として選ばれなかったことがコンプレックスとなっており、孫が生まれて性格が穏和になった彼に対しては赦しかけていたが、二人が家を出た事で悲しんでいる息子の姿を見て内在していたコンプレックスが爆発し、彼らを倒すという目標を持つ様になる。閃に敗れた貴人に対し、「もっと、閃を痛めつけろ」等と中傷するといった大人気無く歪んだ性格となってしまっている。
皇帝（すめらぎ みかど）
閃の父。物語の最後、己の最強のみを追求する残忍な男ということが明らかになる。単行本の書き下ろしで貴人と焔豪親子を血だらけにしてから秋葉道場に向う彼の姿が描かれる。破塊拳を継ぐまで10数年の間、父親達と離れて武者修行をしていた。将騎の回想では、幼少時代は閃と変わらない性格だった様である。幼い頃の閃に虐待に近い稽古をついていた時に閃が自分以上の才覚があると認識して殺しに掛かったことで、朱門が閃を連れて家を出て崇と友が二人に憎悪する原因となった。